# 里法
里法（阿拉伯语：‎，羅馬化：Ar-Rifāʿ）為巴林的第二大城市。里法由東里法和西里法組成，所有土地都位於南方省境內。城市的人口大多是遜尼派穆斯林。
城市人口快速增長，2001年的人口普查，有79550人口，但2008年的估算是111,000。